# Stara Kuźnica (Sainte-Croix)
Pour les articles homonymes, voir Stara Kuźnica.
Stara Kuźnica est une localité polonaise de la gmina et du powiat de Końskie en voïvodie de Sainte-Croix.